# Джерано
Джерано (італ. Gerano) — муніципалітет в Італії, у регіоні Лаціо,  метрополійне місто Рим-Столиця.
Джерано розташоване на відстані близько 45 км на схід від Рима.
Населення — 1282 особи (2014).

## Демографія
Населення за роками:

Станом на 1 січня 2023 року в муніципалітеті офіційно проживав 71 іноземець з 14 країн, серед них 37 громадян країн Євросоюзу та 2 громадяни України.

## Сусідні муніципалітети
- Беллегра
- Кантерано
- Черрето-Лаціале
- Пізоніано
- Рокка-Кантерано
- Рокка-Санто-Стефано